# Rezerwat przyrody Guðlaugstungur
Rezerwat przyrody Guðlaugstungur (isl. Friðland í Guðlaugstungum) – obszar chroniony (rezerwat przyrody) o powierzchni ok. 400 km² utworzony w 2005 roku, znajdujący się w gminie Húnavatnshreppur, w regionie Norðurland vestra, w środkowej części Islandii.
W 2013 roku rezerwat został uznany za obszar wodno-błotny o znaczeniu międzynarodowym chroniony w ramach konwencji ramsarskiej, natomiast od 2015 roku stanowi również ostoję ptaków IBA o nazwie Gudlaugstungur-Alfgeirstungur organizacji BirdLife International.

## Charakterystyka
Rezerwat przyrody Guðlaugstungur położony jest w islandzkim interiorze, na terenie wyżyn w centralnej części wyspy. Wznosi się na wysokość 550–700 m n.p.m. i zajmuje obszar o powierzchni 398,2 km² rozciągający się od lodowca Hofsjökull na południowym wschodzie aż do okolic ujścia rzek Haugakvísl i Blandy do zbiornika zaporowego Blöndulón na północnym zachodzie.
Rezerwat obejmuje porastające wieczną zmarzlinę, rozległe podmokłe turzycowiska z różnymi gatunkami turzyc (Carex sp.), wełnianką wąskolistną (Eriophorum angustifolium) i trzcinnikiem prostym (Calamagrostis stricta) oraz nieco suchsze wrzosowiska z wierzbą zielną (Salix herbacea). Część obszaru stanowią morenowe żwirowiska oraz surowe pustkowia, na których rosną jedynie porosty i mchy, m.in. rzadki, odkryty na tym terenie w 2002 roku prątnik brandenburski (Bryum neodamense), a także krużynka szara (Micarea cinerea). Występują tu również jedne z największych w kraju torfowisk palsa. Teren rezerwatu przecinają rzeki i strumienie lodowcowe, liczne są także niewielkie stawy. Teren podmokły zasilają głównie wody powierzchniowe i podziemne przesiąkające z lodowca Hofsjökull, a w niewielkim stopniu również wody opadowe.
Klimat na obszarze rezerwatu jest chłodny i suchy. Średnia roczna temperatura wynosi ok. 0–2 °C, a roczną sumę opadów szacuje się na 600–1500 mm. Teren Guðlaugstungur cechuje się częstym występowaniem silnych wiatrów; dominują wiatry południowe i północne.
Rezerwat jest niezamieszkany, a nieliczni turyści docierają do niego głównie latem. Z wyjątkiem szutrowej drogi i jednej górskiej chaty w jego północno-zachodniej części, obszar Guðlaugstungur jest pozbawiony infrastruktury. Na niewielką skalę prowadzony jest tradycyjny wypas owiec oraz połów ryb.

## Awifauna
Obszar podmokły rezerwatu zamieszkuje jedna z największych na świecie kolonii lęgowych gęsi krótkodziobej (Anser brachyrhynchus), której liczebność była szacowana w 2002 roku na około 13 600 par (co stanowiło ponad 25% krajowej i około 20% światowej populacji tego gatunku), zaś w 2010 roku na około 23 600 par. W sezonie lęgowym gęsi krótkodziobej (od 1 maja do 20 czerwca) wstęp na część terenu rezerwatu jest zabroniony. Wzrost liczebności osobników tego gatunku na obszarze Guðlaugstungur notowany jest od lat 80. XX wieku; wcześniej głównym miejscem jego występowania był pobliski rezerwat przyrody Þjórsárver.
Na terenie rezerwatu Guðlaugstungur gniazdują również siewka złota (Pluvialis apricaria), biegus zmienny (Calidris alpina), świergotek łąkowy (Anthus pratensis) i śnieguła (Plectrophenax nivalis). Regularnie zalatuje tu orzeł bielik (Haliaeetus albicilla).